# 吉兰
吉兰（Jiran），是印度中央邦尼默杰县的一个城镇。它位于尼默杰以南 21 公里处。

## 人口
该地2001年总人口10519人，其中男性5301人，女性5218人；0—6岁人口1429人，其中男719人，女710人；识字率61.60%，其中男性为76.59%，女性为46.38%。